# 红土坡咀子遗址
红土坡咀子遗址，位于中国青海省循化撒拉族自治县白庄乡米开牙亥村，为青海省市县级文物保护单位，公布日期为1987年6月10日，类型为古遗址。
红土坡咀子遗址的历史年代为庙底沟类型。